# OpenLaszlo
Pour les articles homonymes, voir Laszlo.
OpenLaszlo est une plateforme de développement pour des applications web. Elle permet de créer des applications riches (Rich Internet applications) comprenant une interface riche en fonctionnalités (drag & drop, onglet, menu déroulant, animation, etc.) tout en offrant un déploiement facilité par le biais du navigateur web. OpenLaszlo est compatible avec la majorité des navigateurs web et des systèmes d'exploitation disposant soit d'un plugin Flash, soit simplement du support Javascript. OpenLaszlo se base sur une grammaire XML appelée LZX.
Quelques compléments à propos de LZX et du serveur OpenLaszlo :
- LZX est une description XML et JavaScript de l'application identique, sur le principe de XUL et XAML. Cette description déclarative permet de construire une interface graphique très rapidement et de bénéficier d'un prototype dans un laps de temps réduit.
- Le serveur OpenLaszlo est une servlet Java qui compile l'application LZX en un binaire exécutable. L'application résultante est compilée au choix par l'utilisateur vers le format propriétaire Flash, ou vers le format ouvert HTML/AJAX.

## Historique du projet
OpenLaszlo était originellement appelé Laszlo Presentation Server (LPS). Le développement de LPS a débuté originellement en automne 2001. Les versions de démonstration sont mises sur pieds pour acquérir des partenaires, courant 2002. Plusieurs d'entre eux ont déployé des applications. La première version officielle sort dans le début 2002.
En octobre 2004, Laszlo Systems rend l'ensemble du code de Laszlo Presentation Server libre d'accès sous licence CPL open source license et démarre le projet OpenLaszlo. En 2005, parallèlement à la sortie de la version 3.0, le nom de Laszlo Presentation Server est changé en OpenLaszlo.
Jalons :
- 2000 premier prototype
- 2001 début du développement
- 2002 LPS pre-releases ; premier déploiement Laszlo application (Behr)
- 2003 LPS 1.0, 1.1 released ; déploiement applications (Yahoo, Earthlink)
- 2004 LPS 2.0, 2.1, 2.2 released ; LPS devient un projet open source
- 2005 OpenLaszlo 3.0 released ; changement de nom, Lazlo devient OpenLaszlo
- 2006 OpenLaszlo 4.0 released ; ajout de la compilation Ajax/DHTML.

## Déploiement
Une application Laszlo peut être déployée comme un servlet Java traditionnel. Celui-ci est compilé et renvoyé au navigateur dynamiquement. Ce procédé exige que le serveur OpenLaszlo tourne sur le serveur web.
Une autre manière de faire est de compiler une application LZX en un binaire SWF ou en HTML/AJAX. Cette méthode est appelée le déploiement SOLO. Les applications déployées de cette façon ne comprennent pas certaines fonctionnalités, bien que les dernières versions ont essayé de remédier à ce problème.

## Licence
OpenLaszlo est proposé sous Common Public License, publiée par IBM.